# Danny Gatton
Danny Gatton (Washington, 4 settembre 1945 – Newburg, 4 ottobre 1994) è stato un chitarrista statunitense.
Chitarrista jazz-rock, ha suonato a fianco di molti musicisti di un certo calibro: Joey DeFrancesco, Fred Burch, Willie Nelson e molti altri.

## Biografia
Cominciò a suonare la chitarra all'età di nove anni. Tre anni dopo entrò a far parte del suo primo gruppo, the Lancers, e nel 1960 divenne membro del gruppo the Offbeats. Nel 1964 il gruppo si sciolse e Gatton si spostò a Nashville per lavorare come turnista. A questo periodo risale l'incontro con Roy Buchanan, suo compagno di stanza, che lo istruì riguardo al proprio strumento.
Nel 1975 Gatton registrò il suo primo album, intitolato American Music, seguito, nel 1978, da Redneck jazz. Partì quindi in tour con Roger Miller e con il cantante rockabilly Robert Gordon; le performance di questo periodo garantirono al chitarrista una crescente popolarità fra i fans, che cominciarono a registrare diversi bootleg dei suoi concerti. 
Il chitarrista tornò poi a Washington, D.C. per essere più vicino alla sua famiglia, continuando a suonare con diversi gruppi della East coast e a lavorare come musicista di studio. 
Nel 1987 registrò un nuovo album solista, Unfinished Business, che gli portò un contratto con la Elektra, per la quale realizzò, nel 1991, l'album 88 Elmira St..
Nel 1993, dopo la pubblicazione di Cruisin' Deuces, partì in tour per gli Stati Uniti, ma il suo insuccesso, unito alla dipartita di Howard Thompson, A&R della Elektra, sancì la fine dei rapporti fra l'artista e la casa discografica.
Gatton tornò così al lavoro di turnista e nel 1994 registrò l'album Relentless con Joey DeFrancesco, insieme al quale intraprese una tournée dell'Europa nell'estate dello stesso anno. Il 4 ottobre 1994 Gatton si chiuse nel proprio garage e si sparò, senza lasciare una spiegazione.
Danny Gatton è famoso anche per la celebre Fender Telecaster, possedeva anche una telecaster doppio manico. Agli albori della carriera pare usasse varie Gibson, tra cui la famosa Les Paul custom del 61' sulla quale aveva montato un'unita effetti denominata Magic Dingus (creata e assemblata da lui).

## Discografia
- 1975 - American Music
- 1978 - Redneck Jazz
- 1987 - Unfinished Business
- 1990 - Blazing Telecasters (live 4/27/84)
- 1991 - 88 Elmira St.
- 1992 - New York Stories
- 1993 - Cruisin' Deuces
- 1994 - Relentless (con Joey DeFrancesco)
- 1995 - Redneck Jazz Explosion (live 12/30-31/78)
- 1996 - The Humbler (con Robert Gordon)
- 1998 - In Concert 9/9/94
- 1998 - Untouchable
- 1998 - Portraits
- 1999 - Anthology
- 2004 - Funhouse (live 6/10-11/88)
- 2005 - Oh No! More Blazing Guitars (con Tom Principato)
- 2006 - Redneck Jazz Explosion, Vol. 2 (live 12/30-31/1978)
- 2007 - Live in 1977: The Humbler Stakes His Claim